# Безлесное сельское поселение
Безле́сное сельское поселение — упразднённое муниципальное образование в Яйском районе Кемеровской области.
Административный центр — посёлок Безлесный.

## История
Безлесное сельское поселение образовано 17 декабря 2004 года в соответствии с Законом Кемеровской области № 104-ОЗ.

## Население
| 2010 | 2011  | 2012  | 2013 | 2014 | 2015 | 2016 |
| ---- | ----- | ----- | ---- | ---- | ---- | ---- |
| 1029 | ↘1028 | ↘1006 | ↘974 | ↘950 | ↘908 | ↘834 |
| 2017 | 2018  | 2019  |      |      |      |      |
| ↘724 | ↘621  | ↘606  |      |      |      |      |

## Состав сельского поселения
| № | Населённый пункт | Тип населённого пункта          | Население |
| - | ---------------- | ------------------------------- | --------- |
| 1 | Безлесный        | посёлок, административный центр | 380       |
| 2 | Майский          | посёлок                         | 156       |
| 3 | Новостройка      | посёлок                         | 175       |
| 4 | Подсобный        | посёлок                         | 24        |
| 5 | Щербиновка       | посёлок                         | 294       |

## Статистика
На территории проживает 998 человек. Из них: несовершеннолетних — 198 человек, пенсионеров — 182 человека, инвалиды — 42 человека, безработные — 174 человека.
На территории административного участка расположены: 1 школа, 1 детский сад, 1 медицинское учреждение, 5 объектов жизнеобеспечения, 5 магазинов, 2 объекта культуры.